# Maciej Żurawski
Maciej Stanisław Żurawski, född 12 september 1976 i Poznań, Polen, är en polsk före detta fotbollsspelare (anfallare). 
Żurawski debuterade i det polska landslaget 1998 och har deltagit i två VM-turneringar (VM 2002 och VM 2006) och en EM-turnering (EM 2008). Żurawski har gjort 120 mål i den polska ligan (Top 11 i historien) och har varit skyttekung två gånger.[källa behövs]